# Nymphydrion delicatum
Nymphydrion delicatum är en insektsart som beskrevs av Banks 1913. Nymphydrion delicatum ingår i släktet Nymphydrion och familjen Nymphidae. Inga underarter finns listade i Catalogue of Life.